# Coleophora vestalella
Coleophora vestalella é uma espécie de mariposa do gênero Coleophora pertencente à família Coleophoridae.